# Сфингомиелиназа
Сфингомиелинфосфодиэстераза (КФ 3.1.4.12, сфингомиелиназа, англ. sphingomyelin phosphodiesterase, sphingomyelinase) — лизосомальный фермент, расщепляющий мембранный липид сфингомиелин на фосфатидилхолин и церамид. Недостаточность фермента приводит к значительному накоплению липидов в лизосомах, что вызывает заболевания, известные как болезнь Ниманна-Пика. Существует 5 форм фермента: кислая сфингомиелиназа (SMPD1), нейтральные (SMPD2, SMPD3) и кислая сфингомиелиназо-подобная (SMPDL3A, SMPDL3B).

## Семейство сфингомиелиназ
Выявлено пять типов сфингомиелиназ. Они классифицируются в соответствии с их катионной зависимостью и оптимумом действия pH и включают в себя:
- Лизосомальная кислая
- Секретируемая цинк-зависимая кислая
- Магний-зависимая нейтральная
- Магний-независимый нейтральная
- Щелочная

Из них лизосомальная кислая и магний-зависимая нейтральная считаются основными кандидатами на продукцию церамида в клеточной реакции на стресс.

## Нейтральная сфингомиелиназа
Активность нейтральной сфингомиелиназы была впервые описана в фибробластах пациентов с болезнью Ниманна-Пика — лизосомальной болезнью накопления, характеризующейся дефицитом кислой сфингомиелиназы. Последующее исследование показало, что этот фермент был продуктом отдельного гена, имел оптимальный pH 7,4, его активность зависела от ионов Mg2+ , а его повышенная концентрация была отмечена в головном мозге.. Однако более недавнее исследование головного мозга крупного рогатого скота подтвердило существование множества изоформ нейтральной сфингомиелиназы с различными биохимическими и хроматографическими свойствами.
Главный прорыв произошел в середине 1980-х годов с клонированием первых сфингомиелиназ из Bacillus cereus и Staphylococcus aureus. Использование последовательностей этих бактериальных сфингомиелиназ в поисках гомологии в конечном итоге привело к идентификации дрожжевых нейтральных сфингомиелиназ ISC1 в почкующихся дрожжах Saccharomyces cerevisiae и ферментов нейтральных сфингомиелиназ млекопитающих, nSMase1 и nSMase2. Идентичность между сфингомиелиназами млекопитающих, дрожжей и бактерий очень низкая — примерно 20 % между nSMase2 и SMase B. cereus. Однако выравнивание последовательностей (см. Рисунок) указывает на ряд консервативных остатков во всем семействе, особенно в каталитической области ферментов. Это привело к предположению об общем каталитическом механизме для семейства нейтральных сфингомиелиназ.
Третий белок нейтральной сфингомиелиназы — nSMase3 — был клонирован и охарактеризован в 2006 году. nSMase3 имеет небольшое сходство последовательностей с nSMase1 или nSMase2. Однако, по-видимому, существует высокая степень эволюционной консервативности от низших организмов к высшим, что позволяет предположить, что они могут включать уникальную и отличную нейтральную сфингомиелиназу. Высокая экспрессия nSMase3 в сердце и скелетных мышцах также предполагает потенциальную роль в функционировании сердца.

### Активный сайт
Изучение построения кристаллической структуры нейтральной сфингомиелиназы из Listeria ivanovii и Bacillus cereus позволило более полно понять их ферментативный сайт. Активный сайт сфингомиелиназы B. Cereus содержит остатки Asn−16, Glu −53, Asp−195, Asn-197, и его −296. Известно, что из них остатки Glu-53, Asp-195 и His-296 важны для активности. Относительная каталитическая активность сфингомиелиназы, когда ионы металлов связаны с активным центром, была изучена для ионов двухвалентных металлов Co2+, Mn2+, Mg2+, Ca2+ и Sr2+. Из этих пяти ионов металлов Co2+, Mn2+ и Mg2+, при наличии связи с активным центром, приводят к высокой каталитической активности сфингомиелиназы. Ca2+ и Sr2+, связанные с активным центром, проявляют гораздо более низкую каталитическую активность сфингомиелиназы. Когда один ион Mg2+ или два иона Co2+ связываются с активным сайтом, двойные гекса-скоординированые результаты геометрии с двумя октаэдрическими би-пирамидами для Co2+ и один октаэдрической би-пирамиды для Mg2+. Когда один ион Ca2+ связывается с активным центром, в результате получается гепта-скоординированная геометрия. Следовательно, предполагается, что различие в каталитической активности для ионов металлов связано с геометрическими различиями. Что касается Co2+ и Mg2+, сфингомиелиназа имеет лучшую реакционную способность, при связывании двух ионов Co2+; когда эти ионы Co2+ связаны, каждый из Glu-53 и His-296 связывает один двухвалентный катион металла. Эти катионы окружены мостиковыми молекулами воды и действуют как кислоты Льюиса.

### Механизм

Построение кристаллической структуры нейтральной сфингомиелиназы из Listeria ivanovii и Bacillus cereus также пролило свет на их каталитические механизмы. Активный сайт сфингомиелиназы содержит остатки Glu и His, каждый из которых связан с одним или двумя катионами двухвалентного металла, обычно Co2+ , Mg2+ или Ca2+ для оптимальной работы. Эти два катиона участвуют в катализе, привлекая SM к активному центру сфингомиелиназы. Двухвалентный катион, связанный с остатком Glu, взаимодействует с амидокислородом и кислородом сложного эфира между C1 и фосфатной SM группой; Остаток Asn и катион двухвалентного металла, связанный с остатком His, связываются с атомами кислорода фосфатной группы SM. Это стабилизирует отрицательный заряд фосфатной группы. Катион металла, связанный с остатком His и боковыми цепями Asp и Asn, снижает значение pKa одной из соединённых молекул воды, таким образом активируя молекулу воды. Затем эта молекула воды действует как нуклеофил и атакует фосфатную группу SM, создавая пятивалентный атом фосфора, отрицательный заряд которого стабилизируется катионами двухвалентных металлов. Затем фосфат преобразует свою тетраэдрическую конформацию с образованием церамида и фосфохолина.

## Кислая сфингомиелиназа
Кислая сфингомиелиназа — один из ферментов, входящих в состав семейства сфингомиелиназ, ответственных за катализ деградации сфингомиелина до церамида и фосфатидилхолина. Они подразделяются на щелочную, нейтральную и кислую сфингомиелиназу в зависимости от pH, при котором их ферментативная активность оптимальна. На ферментативную активность кислых сфингомиелиназ могут влиять липиды, катионы, pH, окислительно-восстановительный потенциал, а также другие белки окружающей среды. В частности, было показано, что они обладают повышенной ферментативной активностью в среде, обогащенной лизобисфосфатидной кислотой (LBPA) или фосфатидилинозитолом (PI), и ингибируют активность при наличии фосфорилированных производных PI.
Сфингомиелинфосфодиэстераза 1 [SMPD1] — это ген, который кодирует два фермента кислой сфингомиелиназы, различных в пулах сфингомиелина, которые они гидролизуют. Лизосомальная сфингомиелиназа (L-SMase) обнаруживается в лизосомном компартменте, а секреторная сфингомиелиназа (S-SMase) обнаруживается внеклеточно.